# Championnats du monde par équipes de patinage artistique 2017
Navigation
Mondiaux par équipes 2015 Mondiaux par équipes 2019
Les cinquièmes championnats du monde par équipes de patinage artistique ont lieu du 20 au 23 avril 2017 au gymnase olympique de Yoyogi à Tokyo au Japon.
Les six pays ayant eu les meilleurs résultats au cours de la saison 2016/2017 sont qualifiés pour ces championnats: le Canada, la Chine, les États-Unis, la France, le Japon et la Russie. Chaque pays choisit deux patineurs individuels, deux patineuses individuelles, un couple artistique et un couple de danse sur glace.

## Palmarès final
| Rang | Médailles | Pays       | Points de l'équipe |
| ---- | --------- | ---------- | ------------------ |
| 1    | Or        | Japon      | 109                |
| 2    | Argent    | Russie     | 105                |
| 3    | Bronze    | États-Unis | 97                 |
| 4    |           | Canada     | 87                 |
| 5    |           | Chine      | 80                 |
| 6    |           | France     | 62                 |

## Patineurs
| Pays       | Messieurs                     | Dames                                 | Couples                                 | Danse sur glace                      |
| ---------- | ----------------------------- | ------------------------------------- | --------------------------------------- | ------------------------------------ |
| Canada     | Patrick Chan Kevin Reynolds   | Alaine Chartrand Gabrielle Daleman    | Kirsten Moore-Towers / Michael Marinaro | Kaitlyn Weaver / Andrew Poje         |
| Chine      | Jin Boyang Li Tangxu          | Li Xiangning Li Zijun                 | Peng Cheng / Jin Yang                   | Wang Shiyue / Liu Xinyu              |
| États-Unis | Jason Brown Nathan Chen       | Karen Chen Ashley Wagner              | Ashley Cain / Timothy LeDuc             | Madison Chock / Evan Bates           |
| France     | Kevin Aymoz Chafik Besseghier | Laurine Lecavelier Maé-Bérénice Meité | Vanessa James / Morgan Ciprès           | Marie-Jade Lauriault / Romain Le Gac |
| Japon      | Yuzuru Hanyu Shoma Uno        | Wakaba Higuchi Mai Mihara             | Sumire Suto / Francis Boudreau-Audet    | Kana Muramoto / Chris Reed           |
| Russie     | Mikhail Kolyada Maksim Kovtun | Ievguenia Medvedeva Elena Radionova   | Evgenia Tarasova / Vladimir Morozov     | Ekaterina Bobrova / Dmitri Soloviev  |

## Résultats par épreuves

### Messieurs
| Rang | Nom               | Pays       | Points | Programme court | Programme court | Points pour l'équipe | Programme libre | Programme libre | Points pour l'équipe |
| ---- | ----------------- | ---------- | ------ | --------------- | --------------- | -------------------- | --------------- | --------------- | -------------------- |
| 1    | Shoma Uno         | Japon      | 302.02 | 1               | 103.53          | 12                   | 2               | 198.49          | 11                   |
| 2    | Nathan Chen       | États-Unis | 284.52 | 2               | 99.28           | 11                   | 4               | 185.24          | 9                    |
| 3    | Yuzuru Hanyu      | Japon      | 284.00 | 7               | 83.51           | 6                    | 1               | 200.49          | 12                   |
| 4    | Mikhail Kolyada   | Russie     | 279.41 | 4               | 95.37           | 9                    | 5               | 184.04          | 8                    |
| 5    | Patrick Chan      | Canada     | 276.47 | 6               | 85.73           | 7                    | 3               | 190.74          | 10                   |
| 6    | Jason Brown       | États-Unis | 273.67 | 5               | 94.32           | 8                    | 6               | 179.35          | 7                    |
| 7    | Jin Boyang        | Chine      | 272.61 | 3               | 97.98           | 10                   | 7               | 174.63          | 6                    |
| 8    | Chafik Besseghier | France     | 239.39 | 8               | 81.93           | 5                    | 8               | 157.46          | 5                    |
| 9    | Maksim Kovtun     | Russie     | 212.91 | 11              | 64.62           | 2                    | 10              | 148.29          | 3                    |
| 10   | Kevin Reynolds    | Canada     | 212.29 | 12              | 61.88           | 1                    | 9               | 150.41          | 4                    |
| 11   | Kevin Aymoz       | France     | 194.66 | 9               | 67.23           | 4                    | 11              | 127.43          | 2                    |
| 12   | Li Tangxu         | Chine      | 190.56 | 10              | 65.24           | 3                    | 12              | 125.32          | 1                    |

### Dames
| Rang | Nom                 | Pays       | Points | Programme court | Programme court | Points pour l'équipe | Programme libre | Programme libre | Points pour l'équipe |
| ---- | ------------------- | ---------- | ------ | --------------- | --------------- | -------------------- | --------------- | --------------- | -------------------- |
| 1    | Ievguenia Medvedeva | Russie     | 241.31 | 1               | 80.85           | 12                   | 1               | 160.46          | 12                   |
| 2    | Mai Mihara          | Japon      | 218.27 | 3               | 72.10           | 10                   | 2               | 146.17          | 11                   |
| 3    | Wakaba Higuchi      | Japon      | 216.71 | 5               | 71.41           | 8                    | 3               | 145.30          | 10                   |
| 4    | Gabrielle Daleman   | Canada     | 214.15 | 4               | 71.74           | 9                    | 4               | 142.41          | 9                    |
| 5    | Elena Radionova     | Russie     | 209.29 | 2               | 72.21           | 11                   | 5               | 137.08          | 8                    |
| 6    | Ashley Wagner       | États-Unis | 204.01 | 6               | 70.75           | 7                    | 6               | 133.26          | 7                    |
| 7    | Li Zijun            | Chine      | 188.06 | 9               | 59.76           | 4                    | 7               | 128.30          | 6                    |
| 8    | Li Xiangning        | Chine      | 179.42 | 7               | 63.81           | 6                    | 8               | 115.61          | 5                    |
| 9    | Karen Chen          | États-Unis | 168.95 | 8               | 60.33           | 5                    | 9               | 108.62          | 4                    |
| 10   | Alaine Chartrand    | Canada     | 166.28 | 10              | 59.13           | 3                    | 11              | 107.15          | 2                    |
| 11   | Laurine Lecavelier  | France     | 161.58 | 11              | 54.15           | 2                    | 10              | 107.43          | 3                    |
| 12   | Maé-Bérénice Méité  | France     | 154.69 | 12              | 49.11           | 1                    | 12              | 105.58          | 1                    |

### Couples
| Rang | Nom                                     | Pays       | Points | Programme court | Programme court | Points pour l'équipe | Programme libre | Programme libre | Points pour l'équipe |
| ---- | --------------------------------------- | ---------- | ------ | --------------- | --------------- | -------------------- | --------------- | --------------- | -------------------- |
| 1    | Vanessa James / Morgan Ciprès           | France     | 222.59 | 1               | 75.72           | 12                   | 1               | 146.87          | 12                   |
| 2    | Evgenia Tarasova / Vladimir Morozov     | Russie     | 208.75 | 4               | 66.37           | 9                    | 2               | 142.38          | 11                   |
| 3    | Peng Cheng / Jin Yang                   | Chine      | 204.49 | 2               | 71.36           | 11                   | 3               | 133.13          | 10                   |
| 4    | Kirsten Moore-Towers / Michael Marinaro | Canada     | 199.65 | 3               | 69.56           | 10                   | 4               | 130.09          | 9                    |
| 5    | Ashley Cain / Timothy LeDuc             | États-Unis | 163.80 | 5               | 59.57           | 8                    | 5               | 104.23          | 8                    |
| 6    | Sumire Suto / Francis Boudreau-Audet    | Japon      | 152.41 | 6               | 54.84           | 7                    | 6               | 97.57           | 7                    |

### Danse sur glace
| Rang | Nom                                  | Pays       | Points | Danse courte | Danse courte | Points pour l'équipe | Danse libre | Danse libre | Points pour l'équipe |
| ---- | ------------------------------------ | ---------- | ------ | ------------ | ------------ | -------------------- | ----------- | ----------- | -------------------- |
| 1    | Kaitlyn Weaver / Andrew Poje         | Canada     | 190.56 | 2            | 76.73        | 11                   | 1           | 113.83      | 12                   |
| 2    | Madison Chock / Evan Bates           | États-Unis | 189.01 | 1            | 79.05        | 12                   | 2           | 109.96      | 11                   |
| 3    | Ekaterina Bobrova / Dmitri Soloviev  | Russie     | 173.49 | 3            | 68.94        | 10                   | 3           | 104.55      | 10                   |
| 4    | Wang Shiyue / Liu Xinyu              | Chine      | 158.36 | 4            | 64.03        | 9                    | 4           | 94.33       | 9                    |
| 5    | Kana Muramoto / Chris Reed           | Japon      | 156.45 | 5            | 63.77        | 8                    | 6           | 92.68       | 7                    |
| 6    | Marie-Jade Lauriault / Romain Le Gac | France     | 154.36 | 6            | 61.44        | 7                    | 5           | 92.92       | 8                    |